# Élections préfectorales québécoises de 2021
Les élections québécoises de 2021 à la préfecture, organisées dans le cadre des élections municipales, se déroulent dans les municipalités régionales de comté du Québec le 7 novembre 2021.

## Contexte et déroulement
Deux nouvelles municipalités régionales de comté ont fait le choix d'élire leur préfet par suffrage universel lors de ces élections : Les Collines-de-l'Outaouais et Le Domaine-du-Roy. Le nombre de préfets élus par la population passera de 16 à 18.

## Résultats

### Abitibi-Témiscamingue
| Candidats              | Voix   | %       |
| ---------------------- | ------ | ------- |
| Renald Baril           | 376    | 9,99 %  |
| Claire Bolduc          | 3 388  | 90,01 % |
|                        |        |         |
| Suffrages exprimés     | 3 764  |         |
| Votes blancs et nuls   | 75     |         |
| Total                  | 3 839  | 100 %   |
| Inscrits/Participation | 12 760 | 30,1 %  |

### Bas-Saint-Laurent
| Candidats              | Voix | %   |
| ---------------------- | ---- | --- |
| Louis-Martin Hénault   |      |     |
| Sylvain Roy            |      |     |
|                        |      |     |
| Suffrages exprimés     |      |     |
| Votes blancs et nuls   |      |     |
| Total                  |      | 100 |
| Abstentions            |      |     |
| Inscrits/Participation |      |     |

| Candidats              | Voix | %   |
| ---------------------- | ---- | --- |
| Chantale Lavoie        |      |     |
|                        |      |     |
| Suffrages exprimés     |      |     |
| Votes blancs et nuls   |      |     |
| Total                  |      | 100 |
| Abstentions            |      |     |
| Inscrits/Participation |      |     |

| Candidats              | Voix | %   |
| ---------------------- | ---- | --- |
| Bertin Denis           |      |     |
|                        |      |     |
| Suffrages exprimés     |      |     |
| Votes blancs et nuls   |      |     |
| Total                  |      | 100 |
| Abstentions            |      |     |
| Inscrits/Participation |      |     |

| Candidats              | Voix | %   |
| ---------------------- | ---- | --- |
| Gaétan Ouellet         |      |     |
| Serge Pelletier        |      |     |
|                        |      |     |
| Suffrages exprimés     |      |     |
| Votes blancs et nuls   |      |     |
| Total                  |      | 100 |
| Abstentions            |      |     |
| Inscrits/Participation |      |     |

### Côte-Nord
| Candidats              | Voix | %   |
| ---------------------- | ---- | --- |
| Marcel Furlong         |      |     |
|                        |      |     |
| Suffrages exprimés     |      |     |
| Votes blancs et nuls   |      |     |
| Total                  |      | 100 |
| Abstentions            |      |     |
| Inscrits/Participation |      |     |

| Candidats              | Voix | %   |
| ---------------------- | ---- | --- |
| Luc Noël               |      |     |
|                        |      |     |
| Suffrages exprimés     |      |     |
| Votes blancs et nuls   |      |     |
| Total                  |      | 100 |
| Abstentions            |      |     |
| Inscrits/Participation |      |     |

### Estrie
| Candidats                | Voix | %   |
| ------------------------ | ---- | --- |
| Yves d’Anjou             |      |     |
| Monique Pherivong Lenoir |      |     |
|                          |      |     |
| Suffrages exprimés       |      |     |
| Votes blancs et nuls     |      |     |
| Total                    |      | 100 |
| Abstentions              |      |     |
| Inscrits/Participation   |      |     |

| Candidats              | Voix | %   |
| ---------------------- | ---- | --- |
| Robert G. Roy          |      |     |
| Marc Turcotte          |      |     |
|                        |      |     |
| Suffrages exprimés     |      |     |
| Votes blancs et nuls   |      |     |
| Total                  |      | 100 |
| Abstentions            |      |     |
| Inscrits/Participation |      |     |

### Gaspésie–Îles-de-la-Madeleine
| Candidats              | Voix | %   |
| ---------------------- | ---- | --- |
| Allen Cormier          |      |     |
| Guy Bernatchez         |      |     |
| Maxime Esther Bouchard |      |     |
| Jacques Mimeault       |      |     |
|                        |      |     |
| Suffrages exprimés     |      |     |
| Votes blancs et nuls   |      |     |
| Total                  |      | 100 |
| Abstentions            |      |     |
| Inscrits/Participation |      |     |

| Candidats              | Voix | %   |
| ---------------------- | ---- | --- |
| Maurice Anglehart      |      |     |
| Mario Grenier          |      |     |
| Luc Legresley          |      |     |
| Samuel Parisé          |      |     |
|                        |      |     |
| Suffrages exprimés     |      |     |
| Votes blancs et nuls   |      |     |
| Total                  |      | 100 |
| Abstentions            |      |     |
| Inscrits/Participation |      |     |

### Lanaudière
| Candidats              | Voix | %   |
| ---------------------- | ---- | --- |
| Patrick Massé          |      |     |
| Yannick Thibeault      |      |     |
|                        |      |     |
| Suffrages exprimés     |      |     |
| Votes blancs et nuls   |      |     |
| Total                  |      | 100 |
| Abstentions            |      |     |
| Inscrits/Participation |      |     |

### Laurentides
| Candidats              | Voix | %   |
| ---------------------- | ---- | --- |
| Martin Nadon           |      |     |
| André Genest           |      |     |
| Marie-Eve Ouellette    |      |     |
|                        |      |     |
| Suffrages exprimés     |      |     |
| Votes blancs et nuls   |      |     |
| Total                  |      | 100 |
| Abstentions            |      |     |
| Inscrits/Participation |      |     |

### Outaouais
| Candidats              | Voix | %   |
| ---------------------- | ---- | --- |
| Chantal Lamarche       |      |     |
|                        |      |     |
| Suffrages exprimés     |      |     |
| Votes blancs et nuls   |      |     |
| Total                  |      | 100 |
| Abstentions            |      |     |
| Inscrits/Participation |      |     |

| Candidats              | Voix | %   |
| ---------------------- | ---- | --- |
| Eric Antoine           |      |     |
| Caryl Green            |      |     |
|                        |      |     |
| Suffrages exprimés     |      |     |
| Votes blancs et nuls   |      |     |
| Total                  |      | 100 |
| Abstentions            |      |     |
| Inscrits/Participation |      |     |

| Candidats              | Voix | %   |
| ---------------------- | ---- | --- |
| Michael McCrank        |      |     |
| Jane Toller            |      |     |
|                        |      |     |
| Suffrages exprimés     |      |     |
| Votes blancs et nuls   |      |     |
| Total                  |      | 100 |
| Abstentions            |      |     |
| Inscrits/Participation |      |     |

### Saguenay–Lac-Saint-Jean
| Candidats              | Voix | %   |
| ---------------------- | ---- | --- |
| Yannick Baillargeon    |      |     |
| Bernard Généreux       |      |     |
|                        |      |     |
| Suffrages exprimés     |      |     |
| Votes blancs et nuls   |      |     |
| Total                  |      | 100 |
| Abstentions            |      |     |
| Inscrits/Participation |      |     |

| Candidats              | Voix | %   |
| ---------------------- | ---- | --- |
| Luc Simard             |      |     |
|                        |      |     |
| Suffrages exprimés     |      |     |
| Votes blancs et nuls   |      |     |
| Total                  |      | 100 |
| Abstentions            |      |     |
| Inscrits/Participation |      |     |